# Uprooted
Uprooted är en high fantasy-roman skriven av författaren Naomi Novik. Den gavs ut den 21 maj 2015 av Del Rey. Boken har inte ännu översätts till svenska. Handlingen kretsar kring tonårsflickan Agnieszka som skickas bort för att arbeta som tjänare. Boken har belönats med flera priser, bland annat Nebulapriset. En filmatisering är planerad av Ellen DeGeneres och Warner Bros. som införskaffade rättigheterna i juni 2015.

## Handling
Agnieszka bor i Dvernik, som är en av byarna i kungadömet Polnya. Byn omges av en farlig skog som hålls under kontroll av en magiker kallad Draken, mot ett pris att vart tionde år välja ut en flicka som ska tjäna honom. I berättelsen finns det tydliga referenser till polska folksagor.